# Lancia Delta (1993)
 For alternative betydninger, se Lancia Delta (flertydig). (Se også artikler, som begynder med Lancia Delta)
Lancia Delta var en lille mellemklassebil fra den italienske bilfabrikant Lancia. Denne artikel omhandler den anden modelgeneration, som blev produceret i årene 1993 til 1999.

## Historie
Produktionen startede i januar 1993. Delta Nouva (type 836) var baseret på Fiat Tipo og Lancia Dedra og havde motorer på op til 142 kW (193 hk). I starten fandtes anden generation af Delta kun med fem døre, mens en tredørsversion med den fra Lancia Beta kendte betegnelse HPE fulgte i sommeren 1995. Alle versioner var forhjulstrukne.
Modellen med 2,0-liters turbomotor med 137 kW (186 hk), senere 142 kW (193 hk) var ligesom forgængeren udstyret med skrifttrækket HF. Den var ligeledes udstyret med spærredifferentiale og en overboost, som ved fuld belastning øgede turboladerens ladetryk kortvarigt, så drejningsmomentet steg 10 %.
Lancia solgte også HF-modellen af anden generation i specialudgaver. I strid med den daværende firmafilosofi fandtes modellen Delta HPE EVO 500 med sportspakke i 1996. Den var sænket og havde blandt andet front- og hækskørter, alufælge og karbonbeklædninger i kabinen.
De første biler, som blev udleveret til kunderne i juni 1993, var ikke udstyret med airbag og pyrotekniske selestrammere, selv om disse allerede var nævnt i prislisten som standardudstyr. Manglen på førerairbag og selestrammer i disse tidlige versioner blev kun nævnt med lille skrift i udstyrslisten.
Fra foråret 1994 blev der udelukkende solgt biler med airbag og selestrammere. En passagerairbag kunne ikke leveres til Delta. Til søstermodellerne blev nogle af disse sikkerhedsdetaljer i starten ikke tilbudt. Dermed havde Delta allerede fra starten den i Dedra først med faceliftet indførte sidekollisionsbeskyttelse. I løbet af modellens levetid blev den på Fiat Tipo baserede konstruktion videreudviklet med nogle komponenter fra efterfølgeren Fiat Bravo/Brava, hvilket ikke kunne ses udvendigt på bilen.
- Bagfra
- Kabine

### Facelift
Delta gennemgik i foråret 1996 et mindre facelift med bl.a. modificerede hjulkapsler hhv. fælge og ændret farvning på femdørsversionens kølergitter. I rammerne af dette facelift blev også den oprindeligt matsorte A-søjle lakeret i bilens farve og derved tilpasset Dedra. Den faceliftede Delta kan kendes på de i bilens farve lakerede stødlister og bagblænder. Baglygteenhederne var nu helt røde, hvor de på modeller fra før 1996 var udført i kombinationen rød/sort/rød. Disse blev i modificeret form også benyttet på Lancia Kappa Coupé.
I november 1997 blev der gennemført yderligere mindre, optiske modifikationer. Kofangerens øverste, sorte del samt blænden mellem baglygterne var nu i bilens farve. På femdørsmodellen blev også blænden på C-søjlen, som gav rudernes forreste del et udseende ligesom den tredørs HPE, indfarvet. I Italien blev de fra starten af 1999 solgte biler som standard udstyret med klimaanlæg.
- Lancia Delta (1996–1999)
- Bagfra
- Lancia Delta HF (1996–1999)

I december 1999 blev produktionen indstillet. Der blev på seks år produceret 138.980 eksemplarer af bilen.
Da produktionen ophørte kom der ingen direkte efterfølger for Delta, selv om den størrelsesmæssigt identiske og fra sensommeren 1999 til foråret 2005 fremstillede Lancia Lybra blev solgt. Først i september 2008 kom den tredje generation på markedet.

## Tekniske data
|                                                | 1.6 i.e.            | 1.6 i.e. 16V        | 1.8 i.e.            | 1.8 i.e.            | 1.8 i.e. 16V        | 1.8 i.e. 16V        | 2.0 i.e. 16V         | 2.0 i.e. 16V HF           | 2.0 i.e. 16V HF           | 1.9 TD                    |
| Byggeår                                        | 1/1993−3/1996       | 3/1996−12/1999      | 1/1993−3/1996       | 1/1993−3/1996       | 3/1996−11/1997      | 3/1996−12/1999      | 1/1993−3/1996        | 9/1993−11/1997            | 11/1997−12/1999           | 10/1994−12/1999           |
| Motordata                                      |                     |                     |                     |                     |                     |                     |                      |                           |                           |                           |
| Motortype                                      | R4-benzinmotor      | R4-benzinmotor      | R4-benzinmotor      | R4-benzinmotor      | R4-benzinmotor      | R4-benzinmotor      | R4-benzinmotor       | R4-benzinmotor            | R4-benzinmotor            | R4-dieselmotor            |
| Antal ventiler pr. cylinder                    | 2                   | 4                   | 2                   | 2                   | 4                   | 4                   | 4                    | 4                         | 4                         | 2                         |
| Ventilstyring                                  | OHC, tandrem        | DOHC, tandrem       | DOHC, tandrem       | DOHC, tandrem       | DOHC, tandrem       | DOHC, tandrem       | DOHC, tandrem        | DOHC, tandrem             | DOHC, tandrem             | OHC, tandrem              |
| Fødesystem                                     | Monopoint           | Multipoint          | Multipoint          | Multipoint          | Multipoint          | Multipoint          | Multipoint           | Multipoint                | Multipoint                | Hvirvelkammer             |
| Trykladning                                    | –                   | –                   | –                   | –                   | –                   | –                   | –                    | Turbolader, ladeluftkøler | Turbolader, ladeluftkøler | Turbolader, ladeluftkøler |
| Køling                                         | Vandkøling          | Vandkøling          | Vandkøling          | Vandkøling          | Vandkøling          | Vandkøling          | Vandkøling           | Vandkøling                | Vandkøling                | Vandkøling                |
| Boring × slaglængde                            | 86,4 × 67,4 mm      | 86,4 × 67,4 mm      | 84,0 × 79,2 mm      | 84,0 × 79,2 mm      | 82,0 × 82,7 mm      | 82,0 × 82,7 mm      | 84,0 × 90,0 mm       | 84,0 × 90,0 mm            | 84,0 × 90,0 mm            | 82,6 × 90,0 mm            |
| Slagvolume                                     | 1581 cm³            | 1581 cm³            | 1756 cm³            | 1756 cm³            | 1747 cm³            | 1747 cm³            | 1995 cm³             | 1995 cm³                  | 1995 cm³                  | 1929 cm³                  |
| Kompressionsforhold                            | 9,2:1               | 10,15:1             | 9,5:1               | 9,5:1               | 10,3:1              | 10,3:1              | 10,35:1              | 8,0:1                     | 8,0:1                     | 19,2:1                    |
| Maks. effekt ved omdr./min.                    | 55 kW (75 hk) 6000  | 76 kW (103 hk) 5750 | 66 kW (90 hk) 6000  | 76 kW (103 hk) 6000 | 83 kW (113 hk) 5800 | 96 kW (130 hk) 6300 | 102 kW (139 hk) 6000 | 137 kW (186 hk) 5750      | 142 kW (193 hk) 5500      | 66 kW (90 hk) 4100        |
| Maks. drejningsmoment ved omdr./min.           | 125 Nm 3000         | 144 Nm 4000         | 128 Nm 3250         | 137 Nm 3000         | 154 Nm 4400         | 164 Nm 4300         | 180 Nm 4500          | 290 Nm 3500               | 290 Nm 3400               | 186 Nm 2400               |
| Kraftoverførsel                                |                     |                     |                     |                     |                     |                     |                      |                           |                           |                           |
| Drivende hjul                                  | Forhjul             | Forhjul             | Forhjul             | Forhjul             | Forhjul             | Forhjul             | Forhjul              | Forhjul                   | Forhjul                   | Forhjul                   |
| Gearkasse                                      | 5-trins manuel      | 5-trins manuel      | 5-trins manuel      | 5-trins manuel      | 5-trins manuel      | 5-trins manuel      | 5-trins manuel       | 5-trins manuel            | 5-trins manuel            | 5-trins manuel            |
| Præstationer                                   |                     |                     |                     |                     |                     |                     |                      |                           |                           |                           |
| Topfart                                        | 172 km/t            | 190 km/t            | 180 km/t            | 185 km/t            | 195 km/t            | 200 km/t            | 206 km/t             | 220 km/t                  | 225 km/t                  | 180 km/t                  |
| Acceleration 0-100 km/t                        | 13,8 sek.           | 11,0 sek.           | 12,0 sek.           | 11,8 sek.           | 10,3 sek.           | 9,4 sek.            | 9,6 sek.             | 7,5 sek.                  | 7,5 sek.                  | 12,0 sek.                 |
| Brændstofforbrug pr. 100 km ved blandet kørsel | 8,2 liter Blyfri 95 | 7,5 liter Blyfri 95 | 8,8 liter Blyfri 95 | 8,8 liter Blyfri 95 | 8,0 liter Blyfri 95 | 8,0 liter Blyfri 95 | 8,8 liter Blyfri 95  | 9,2 liter Blyfri 95       |                           | 6,6 liter Diesel          |

Benzinmotorerne er af fabrikanten ikke frigivet til brug med E10-brændstof.